# Khandala, Basavakalyan
Khandala là một làng thuộc tehsil Basavakalyan, huyện Bidar, bang Karnataka, Ấn Độ.